# EMH Schweizerischer Ärzteverlag
Die EMH Schweizerischer Ärzteverlag AG FMH/Schwabe (auch: EMH Editores Medicorum Helveticorum AG FMH/Schwabe), mit Sitz in Basel, wurde 1997 als Kooperation zwischen der Verbindung der Schweizer Ärztinnen und Ärzte (FMH) und der Petri Holding AG gegründet. Die FMH hat mit 55 Prozent die Aktienmehrheit.
In diesem Verlag erscheinen die Schweizerische Ärztezeitung als Verbandszeitschrift der FMH sowie das Swiss Medical Forum, Swiss Medical Weekly und Primary  and Hospital Care, Cardiovascular Medicine, das Schweizer Archiv für Neurologie und Psychiatrie, Care Management, das PSY&PSY-Bulletin, Synapse, das ASA-Bulletin, pipette und Swiss Medical Informatics. Daneben werden zahlreiche Bücher zu Medizin und gesundheitspolitischen Themen verlegt.
Anfang September 2024 informierte der Verwaltungsratspräsident Ludwig Theodor Heuss darüber, dass die EMH Schweizerischer Ärzteverlag AG die Bilanz deponiert und damit das Konkursverfahren eröffnet habe. Als Grund wurde in der online veröffentlichten Stellungnahme angegeben, dass «der Zentralvorstand der FMH am 22. August 2024 mit sofortiger Wirkung sämtliche Zusammenarbeitsverträge ausserordentlich aufgekündigt» habe. Im Kapitel «Was sind die echten Gründe?» schrieb Heuss in der Stellungnahme: «Vor allem aber galt während über 25 Jahren für alle unsere Redaktionen ein Redaktionsstatut, das, im Rahmen der gemeinsamen Ziele, eine redaktionelle Unabhängigkeit und journalistische Freiheit garantierte. [...] Über nichts, über nichts wurde in den vergangenen zwei Jahren mit der FMH-Spitze so viel diskutiert und gestritten, wie über dieses bewährte Redaktionsstatut.»